# Boscreege
 (février 2024).
Boscreege est un village des Cornouailles, en Angleterre. Le village fait partie de la paroisse civile de Germoe.